# Montero
Montero er en by i departementet Santa Cruz i Bolivia. Byen havde ved folketællingen i 2012 et indbyggertal på 109.503, hvoraf de 107.294 boede i selve byen. Byen har de seneste tiår oplevet vækst i indbyggertallet og er en vigtig by i departementet. Byen er den 11. største by i Bolivia (2012). 
Byen ligger 300-350 meter over havets overflade. 